# Palette de manutention
Pour les articles homonymes, voir Palette.

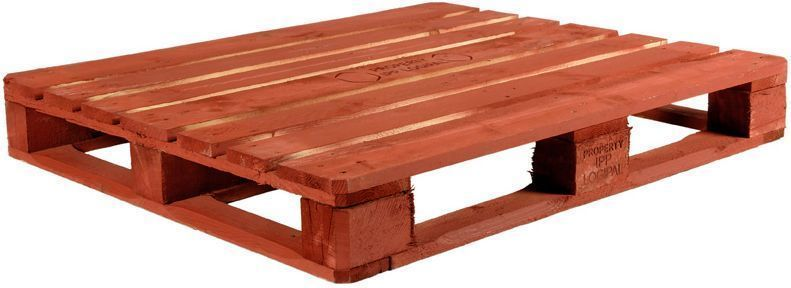
Palette bois IPP.

La palette de manutention est un accessoire destiné à rationaliser la manutention, le stockage et le transport de marchandises. L'idée pertinente de l’innovation fut de standardiser le mode de reprise de charge par le dessous en faisant une surélévation minimale d'un élément rigide plat. Cette innovation est intimement liée au domaine du matériel de manutention (par exemple les chariots élévateurs). Le premier échelon de ce métier est celui de cariste.
Les palettes sont très répandues dans l'emballage, le transport de charge et le stockage. La compatibilité amont et aval des palettes a des conséquences sur : les produits, les emballages, les packagings, les cartons, les contenants, les conteneurs, etc. Cela est donc forcément très étudié dans les caractéristiques de formes, de place du centre de gravité et de poids pour définir les gerbages possibles (nombre côte-à-côte et empilements).

## Typologie

### Selon composition
La palette peut être construite, entre autres, en :
- bois, les plus utilisées, généralement en planches de résineux (pin, épicéa, douglas, sapin, etc.) ;
- matières plastiques (en plastique dit vierge et/ou issu du recyclage) ;
- métal (acier galvanisé, aluminium, inox) ;
- bois moulé à partir copeaux/déchets de bois ;
- carton ondulé ;
- fer.

#### Types de palettes en bois
Selon le nombre d’entrée, on distingue : 
- la palette à deux entrées : c'est la palette à chevrons qui autorise le passage des fourches de manutention uniquement sur deux côtés opposés de la palette ;
- la palette à quatre entrées : ce sont la palette à dés et la palette à chevrons entaillés qui autorisent le passage des fourches de manutention sur les quatre côtés de la palette.

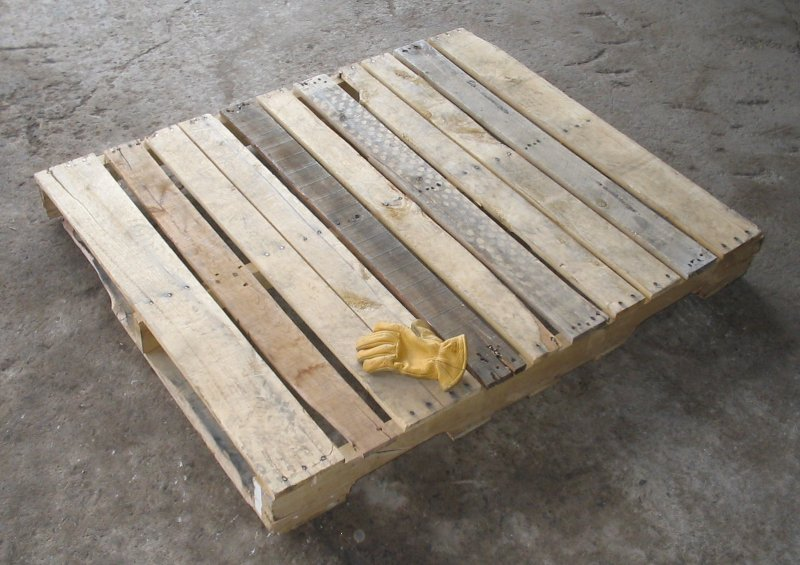
Palette bois.
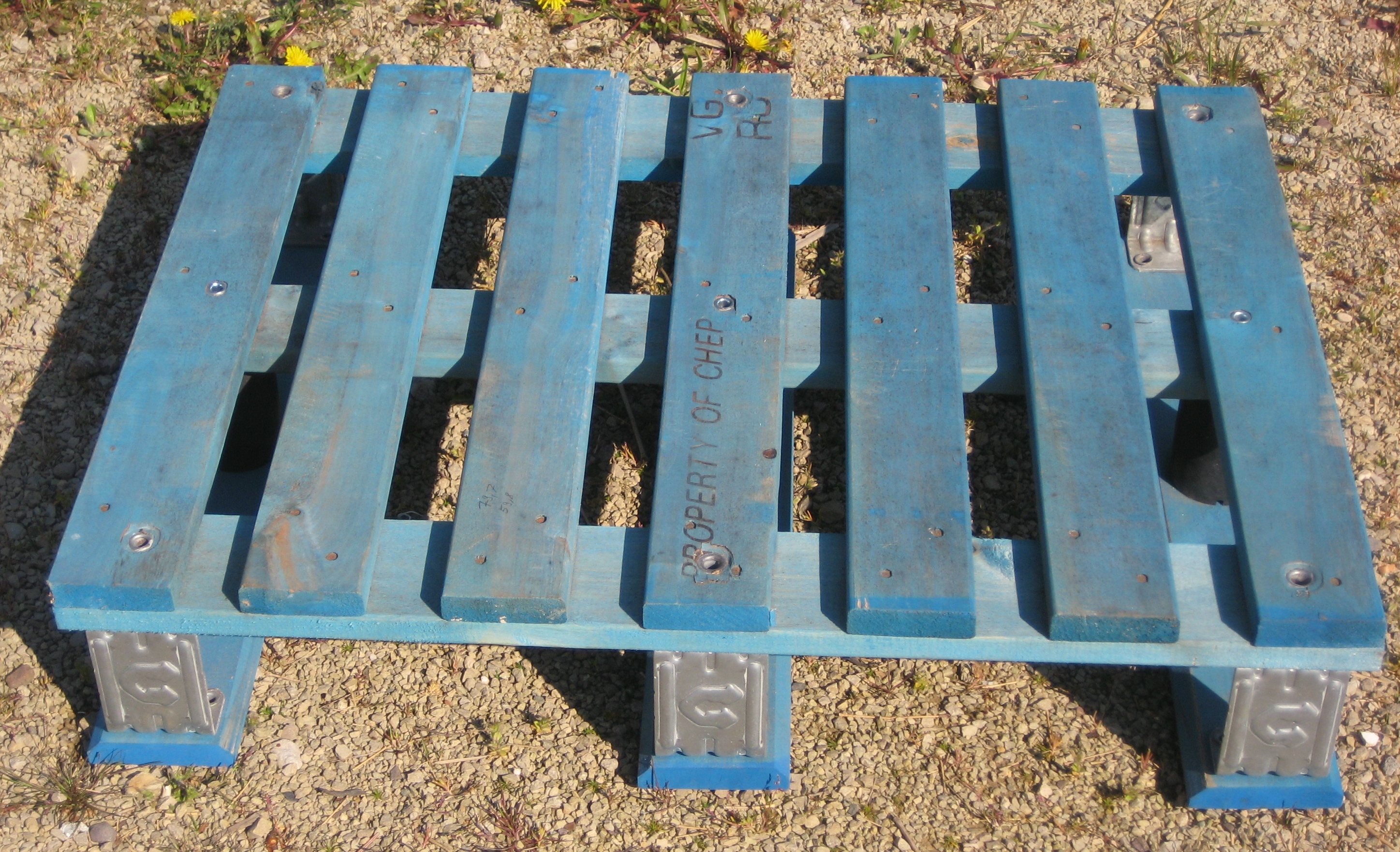
Palette bois-métal.
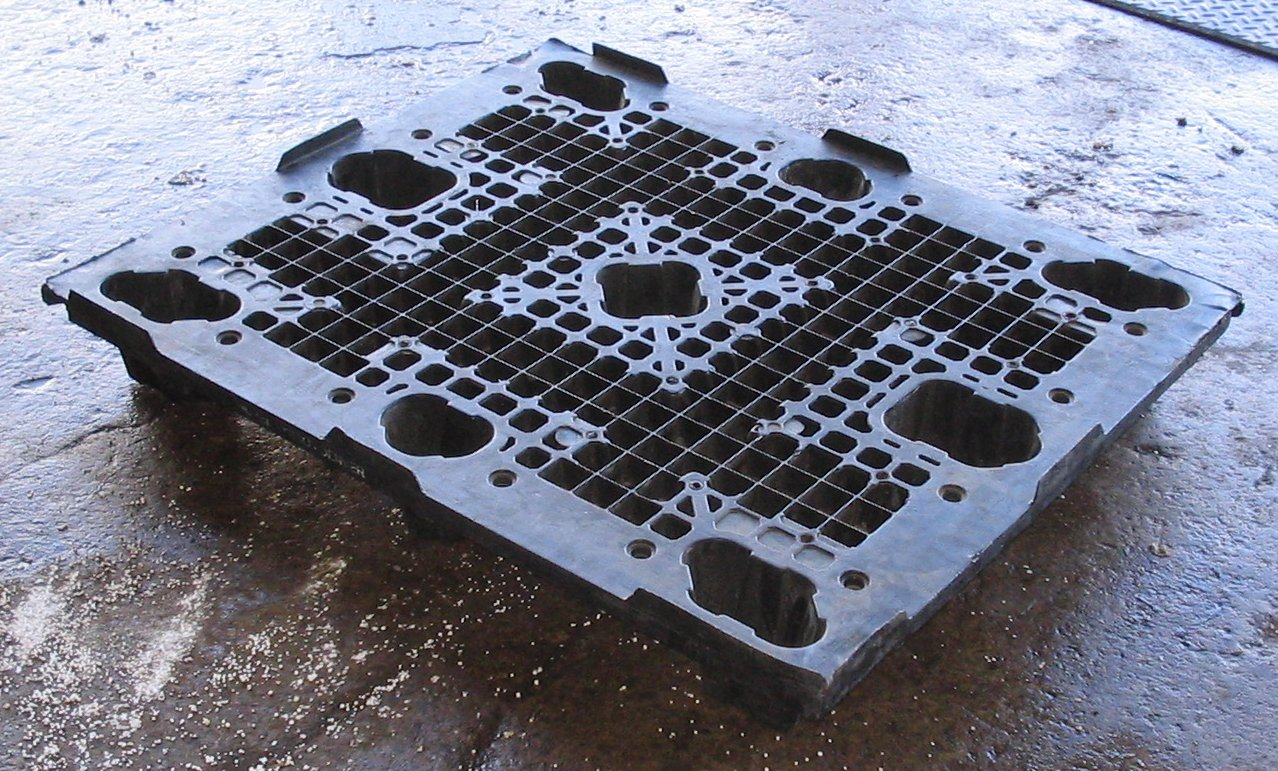
Palette plastique (à 9 pieds, accessible des 4 côtés)[2].
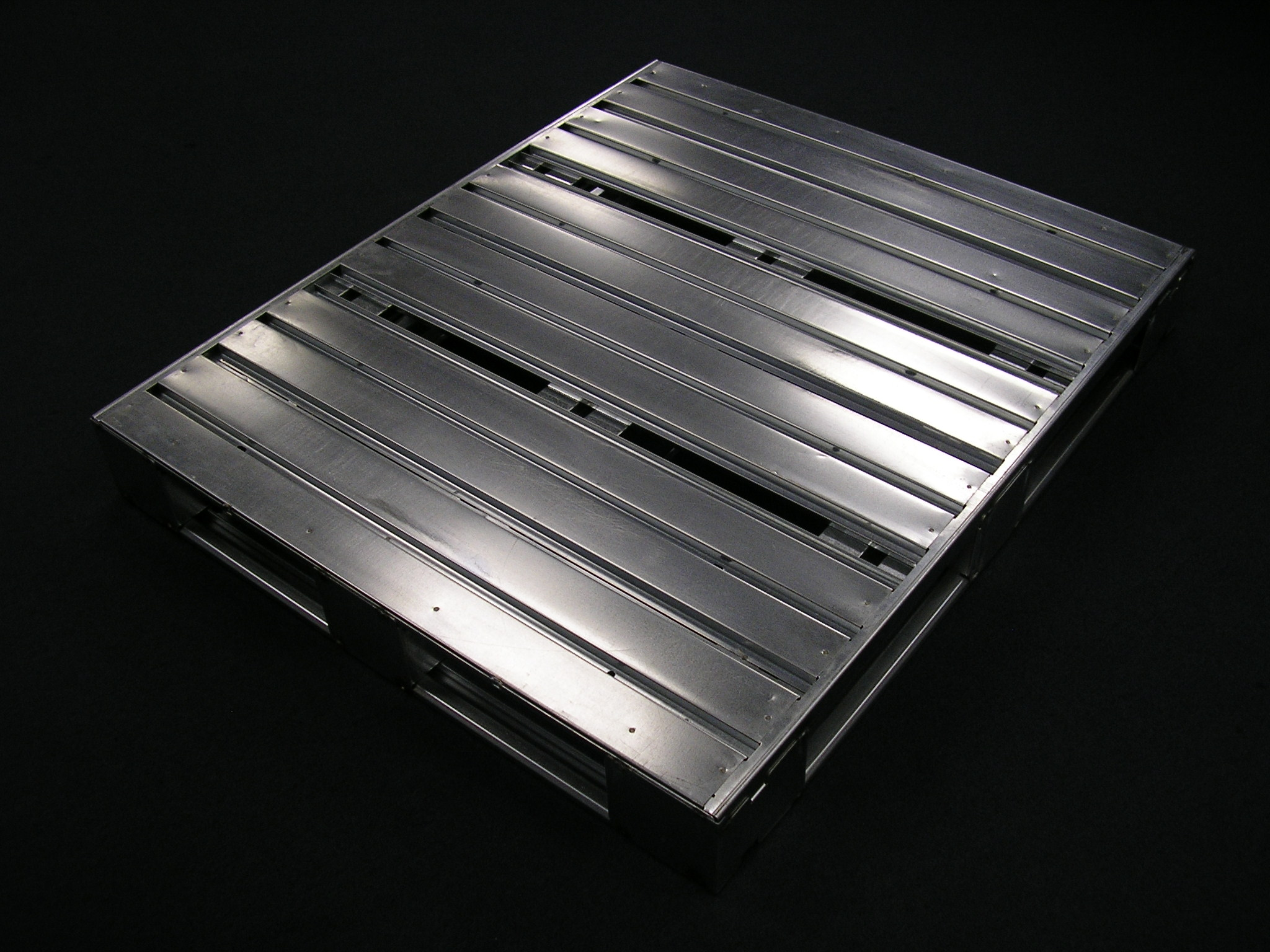
Palette en acier galvanisé (résistante au feu et à la corrosion).

### Selon structure

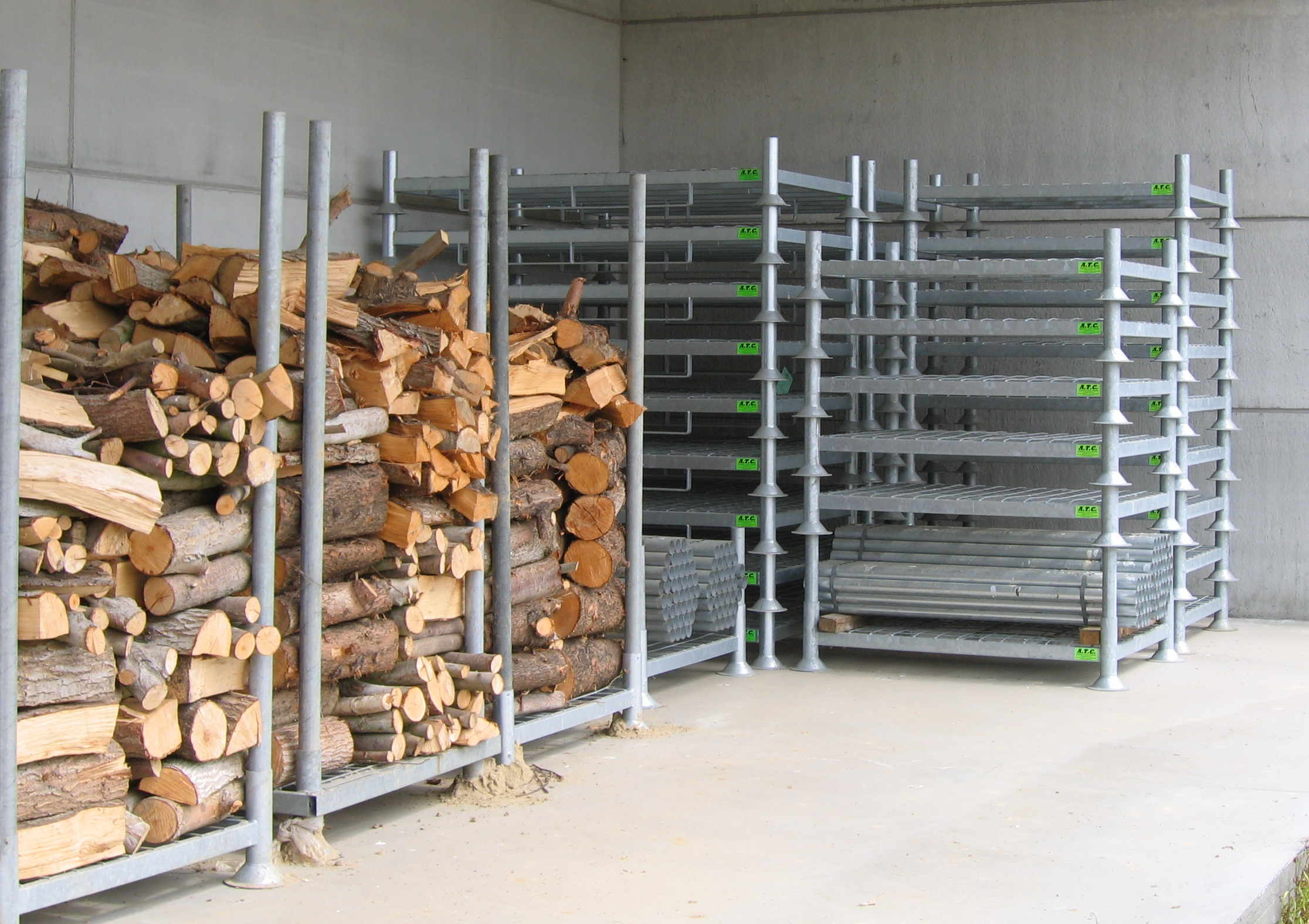
Palette métallique, avec parties amovibles, ici pour le transport de bûches.

Les palettes peuvent être dotées par une superstructure. C'est le cas des palettes à montants, des caisses-palettes et des cages.

## Histoire

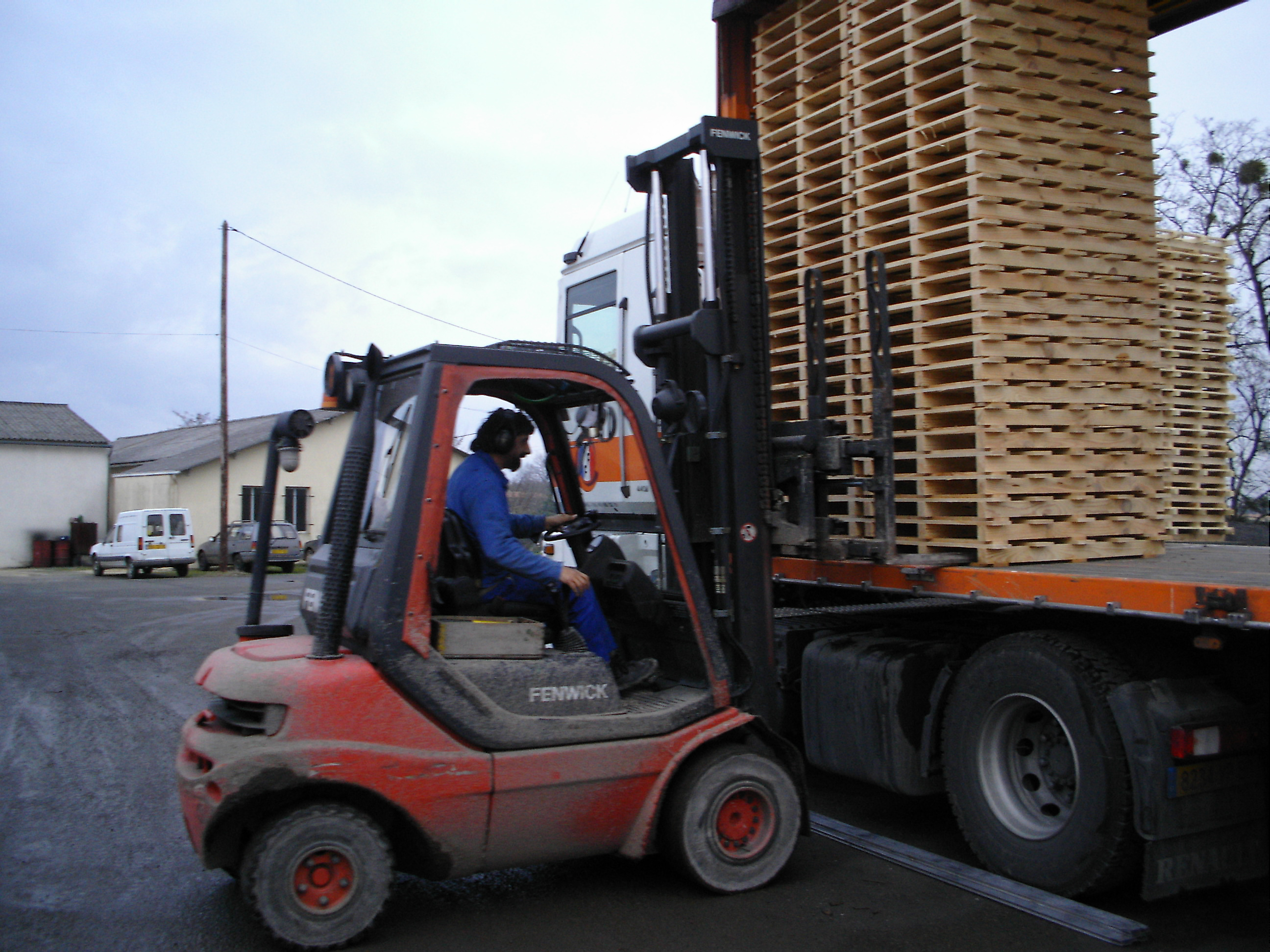
Déchargement d'un camion de palettes neuves.

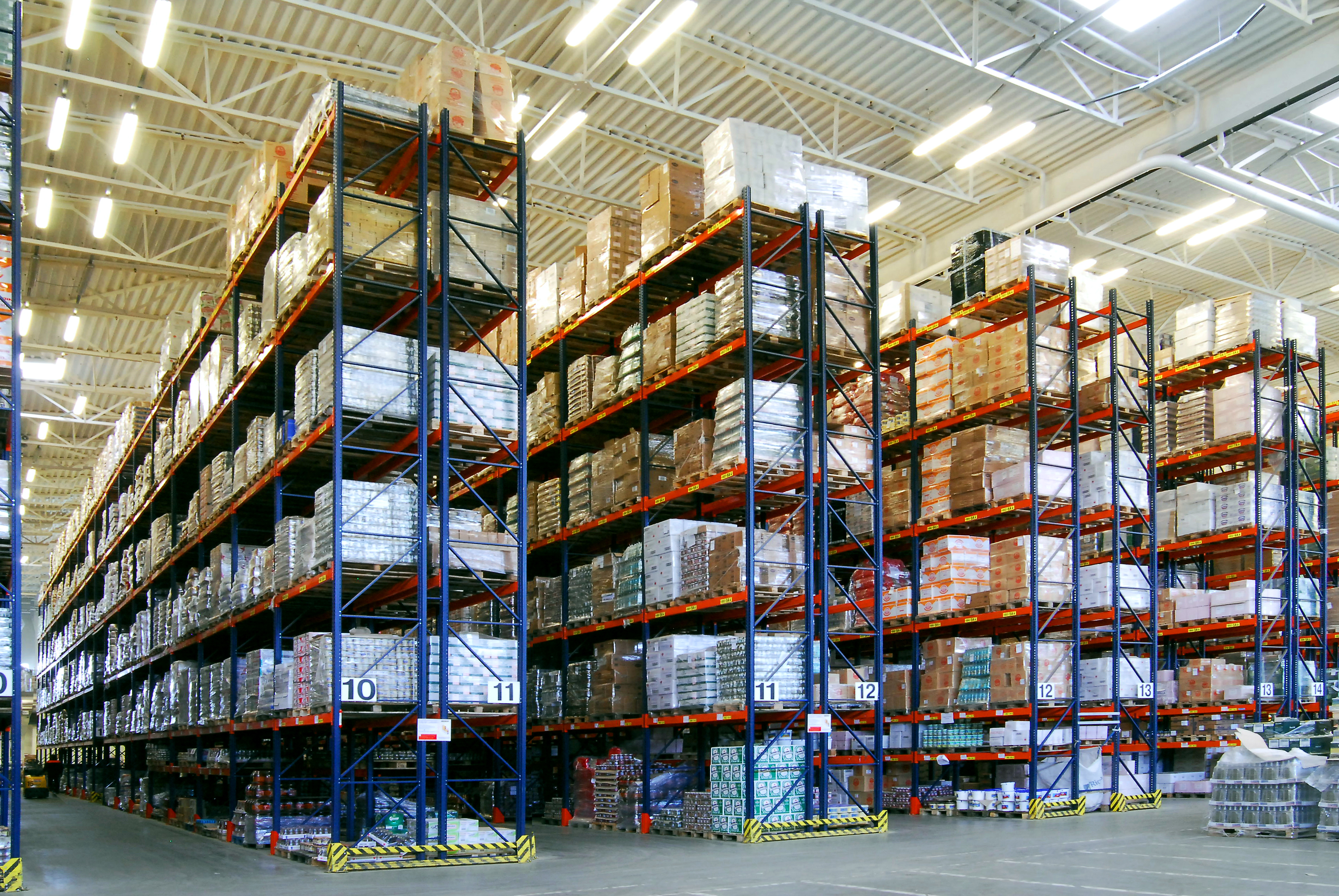
Entrepôt de produits sur palettes.

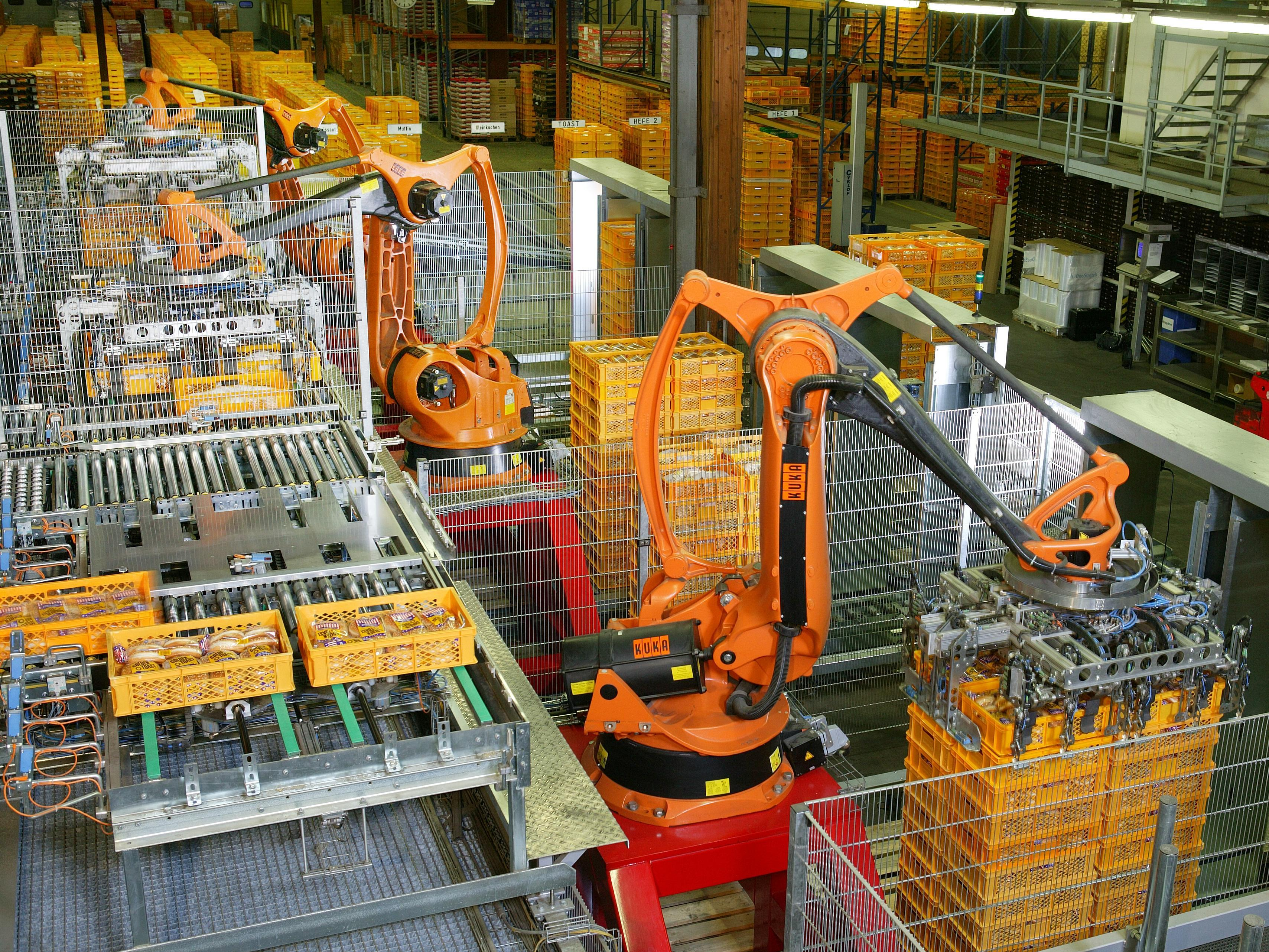
Palettiseur automatisé de pains, manipulé par des robots industriels Kuka, dans une boulangerie industrielle allemande.

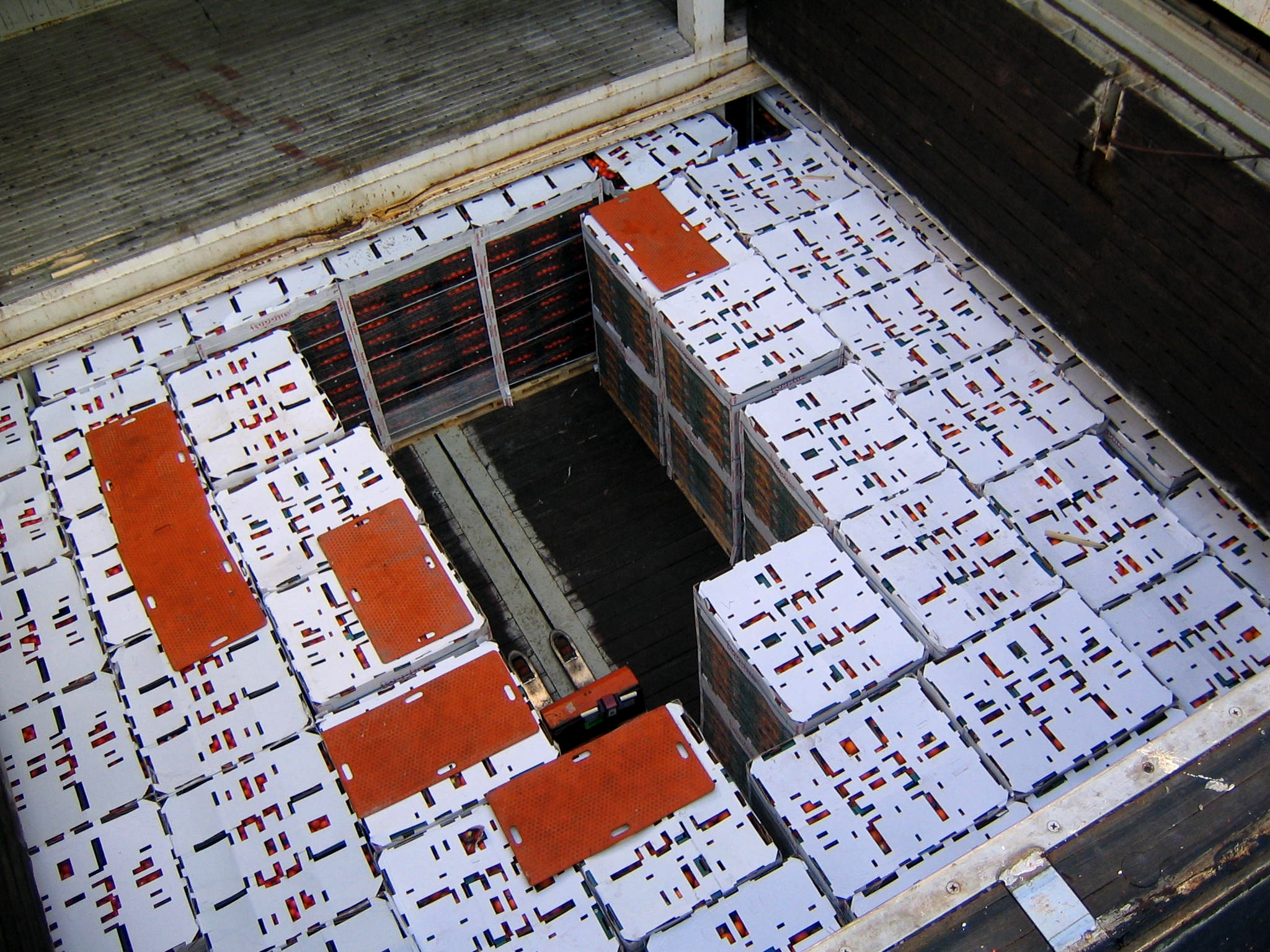
Palettes de fruits, ici en cale d'un navire polytherme.

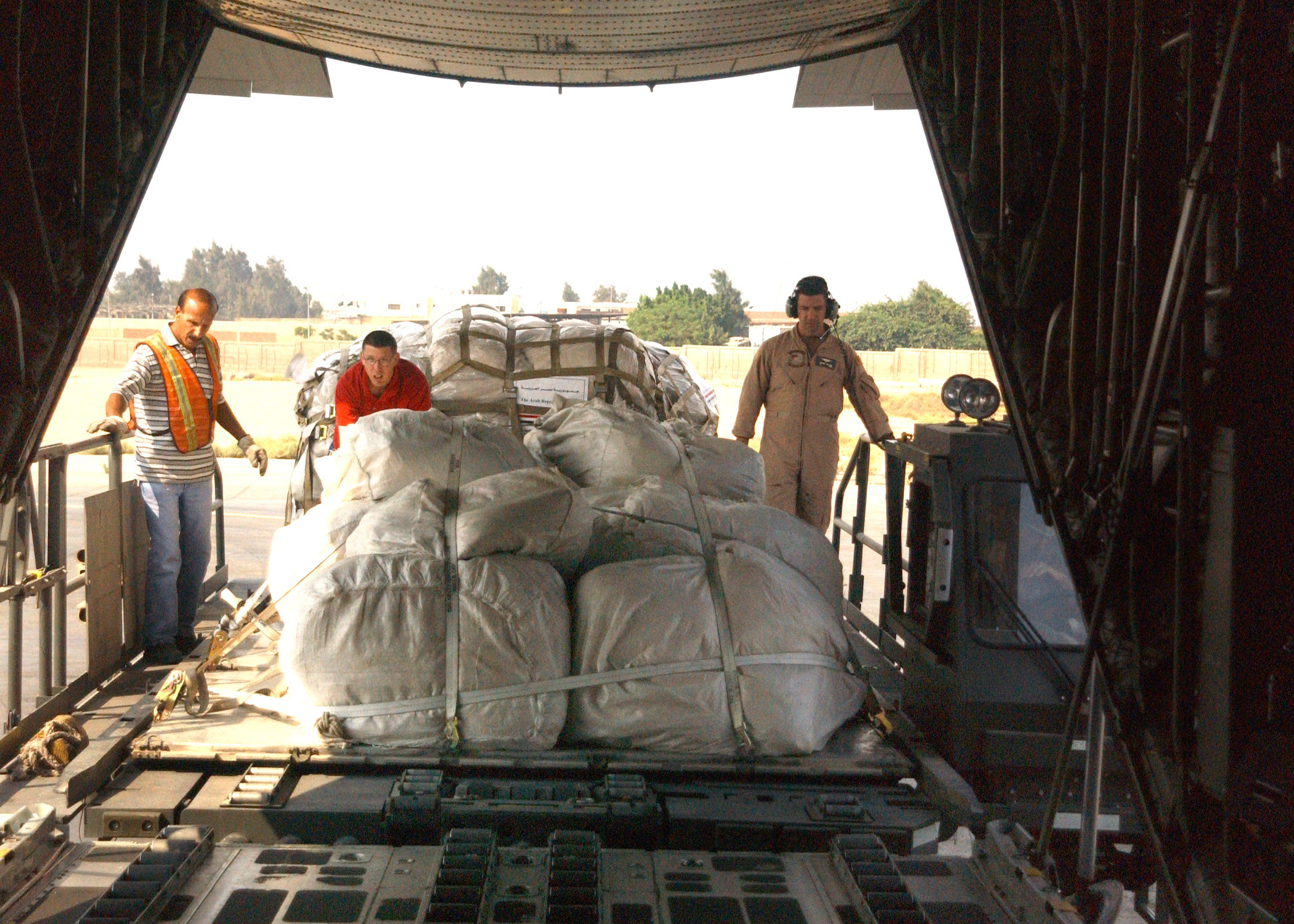
Palette master 463 l utilisée pour le transport aérien militaire depuis 1963.

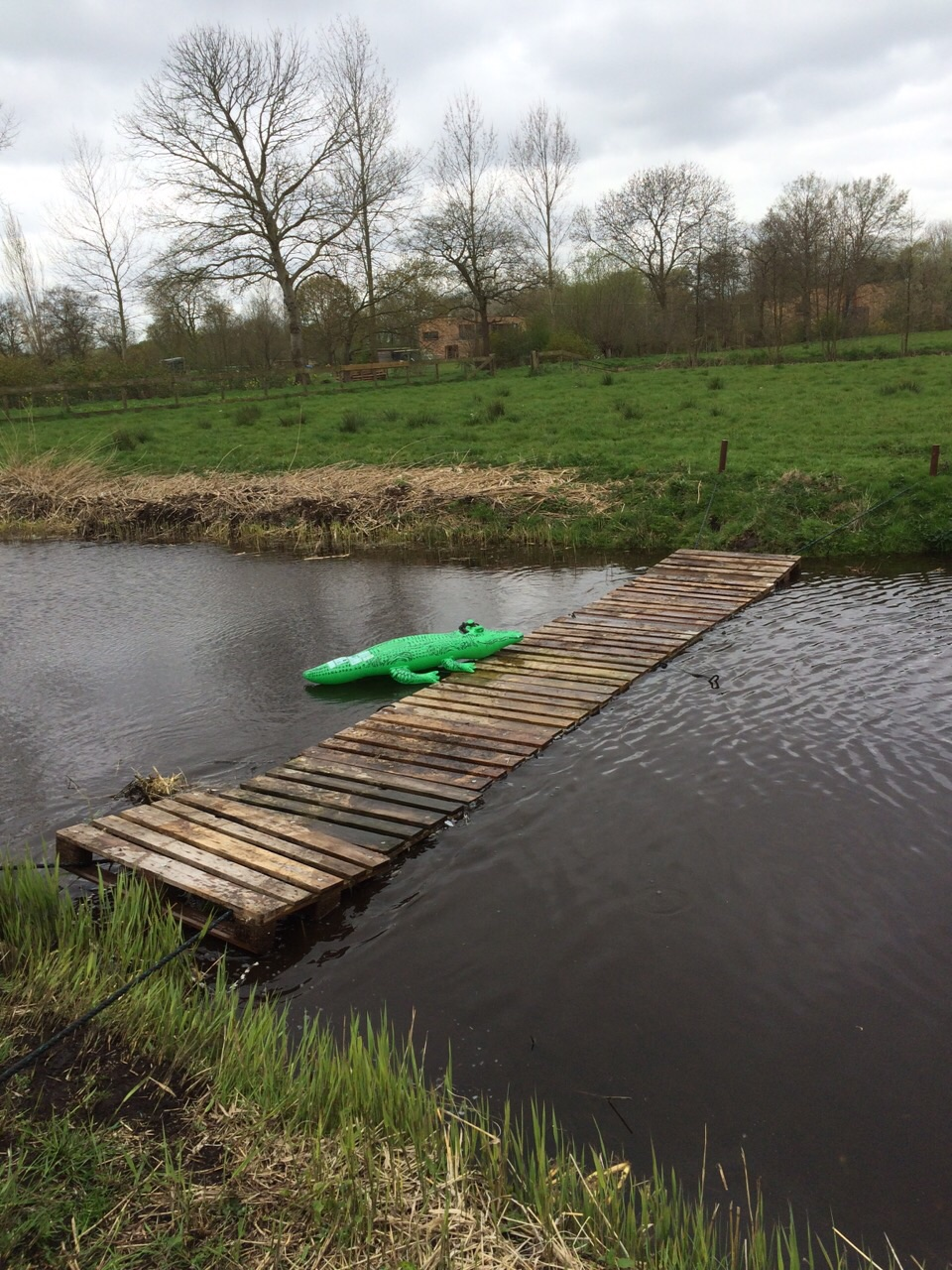
Exemple d'usage détourné (pont semi-flottant maintenu par deux câbles sur un petit canal non navigué).

La palette de manutention a été créée aux États-Unis au début des années 1940 par le dépôt des équipements de la Marine de Brooklyn. Ce service envisagea la construction des contenants, non pas en considérant la marchandise qu'il devait transporter mais le fait qu'il aurait à remplir complètement le wagon dans lequel ces marchandises seraient chargées. Cette idée nouvelle et sa mise en pratique sont dues au capitaine Charles D. Kirk et à son adjoint le lieutenant Walter T. Sheldon. Ils prirent pour base le plancher d'un wagon qui fut divisé en carrés de 1,20 mètre de côté. Ensuite ils commandèrent des cartons de dimensions telles qu'ils couvraient exactement la palette, selon différentes combinaisons. C'est la Seconde Guerre mondiale et le débarquement de Normandie qui ont permis son essor, ininterrompu jusqu'à maintenant.

## Vocabulaire
Une palette d'expédition peut-être perdue (usage unique) ou au contraire, consignée.

Une palette de manutention interne à un entrepôt est dite prisonnière.

## Normalisation
La palette supporte la marchandise et assure toutes les opérations de la chaîne de distribution. Son rôle est important puisqu'elle est présente du début à la fin de l'expédition.

### La paletteuni-rotation
La palette uni-rotation, perdue, ou à usage unique, est de fabrication légère.

### Palette Europe EPAL
La palette Europe ou EUR-EPAL est aujourd'hui le type de palette multi-rotation le plus utilisé en Europe, aux dimensions normalisées de 800 mm de largeur sur 1 200 mm de longueur. Elle est protégée par deux marques déposées : marque EUR et EPAL.
D'autres formats sont proposés, notamment le format 1 000 × 1 200 mm

### Autres formats
D'autres formats de palettes existent, dont la palette américaine de 1 219 × 1 016 mm (48 × 40 ") très utilisée au Canada. Un format voisin est généralement utilisé en grande distribution en France pour la manutention des liquides conditionnés en bouteille.

## Production

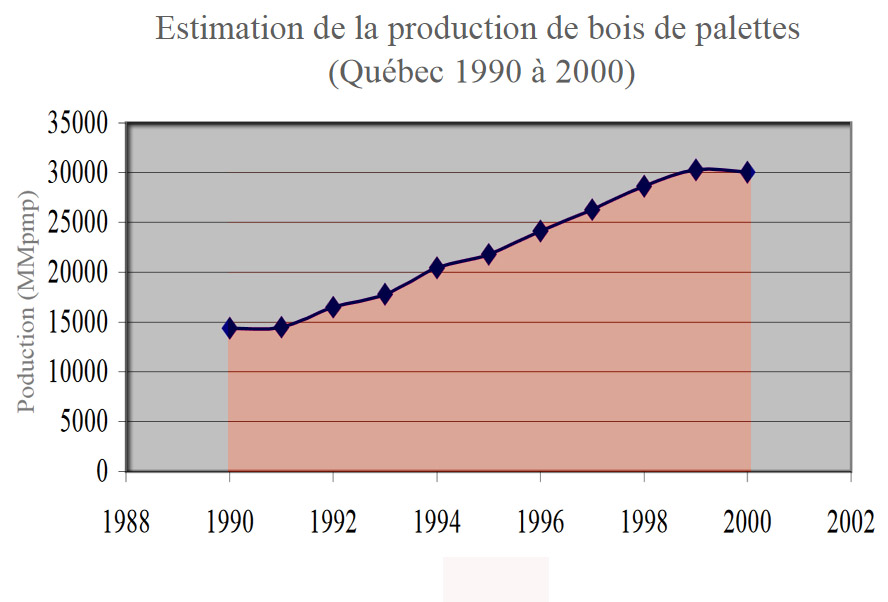
La production de palette de bois au Québec a doublé entre 1990 et 1998.

En France, on en fabrique 60 millions par an[Quand ?], mais on en charge 600 millions soit 10 palettes par an et par Français[réf. nécessaire]. Sa consommation est l'un des indicateurs d'activité marchande (à nuancer selon le degré de réutilisation/recyclage de chaque palette).
L’industrie de la palette au Québec a doublé sa production en huit ans ; elle utilise principalement les feuillus durs et du peuplier et très très peu de résineux. Moins de 0,39 % du total des sciages de bois résineux seraient affectés à la production de palettes, alors que 40 % du total des sciages de feuillu dur du Québec sont destinés aux palettes. Vers l'an 2000, environ 80 entreprises québecquoise produisaient des palettes. La moitié d'entre elles étaient des petites entreprises.

## Traitements
Pour éviter la dissémination dans le monde d'hôtes du bois susceptibles de devenir invasifs hors de leur biotope, ou de ravageurs des arbres ou de décomposeur du bois (champignons, bactéries...) posant problème pour la durée de vie des palettes, de nombreuses palettes étaient traitées, parfois avec des produits chimiques rémanents et très toxiques, aggravant la toxicité des fumées et cendres en cas d'incendie et pouvant notamment poser des problèmes d'allergies ou toxicité pour les manutentionnaires, et accidentellement des problèmes de contamination d'emballages alimentaires ou d'aliments, et enfin au recyclage final du bois ou pour sa valorisation énergétique. Pour remédier à ce problème, une législation a été validée par l'OMC[Quand ?], afin que tous les bois des palettes soient traités avec des produits ou méthodes ne menaçant pas l'environnement (voir règles NIMP 15).

## Location de palettes
Avec le conteneur, la palette s'est largement développée et répandue dans le monde, contribuant au développement du transport maritime, ferroviaire et routier et à celui d'un immense réseau de dizaines de milliers de zones et hubs logistiques.
Sa gestion s'est également complexifiée, invitant à la recherche de solutions nouvelles par les industriels et la grande distribution, pour réduire son coût d'utilisation tout en bénéficiant de sa solidité pour la réutilisation. Une des réponses est la location de palettes s'inscrivant dans l'économie de la fonctionnalité, la qualité certifiée et supérieure limitant les risques de déchets liés aux manipulations (fourches de chariots élévateurs).

## Recyclage

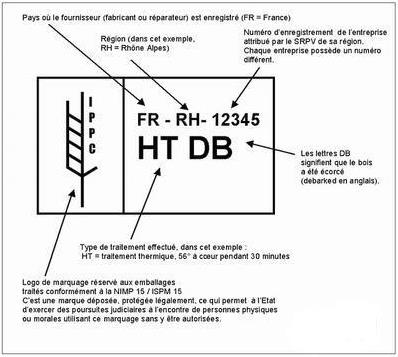
Marquage des palettes.

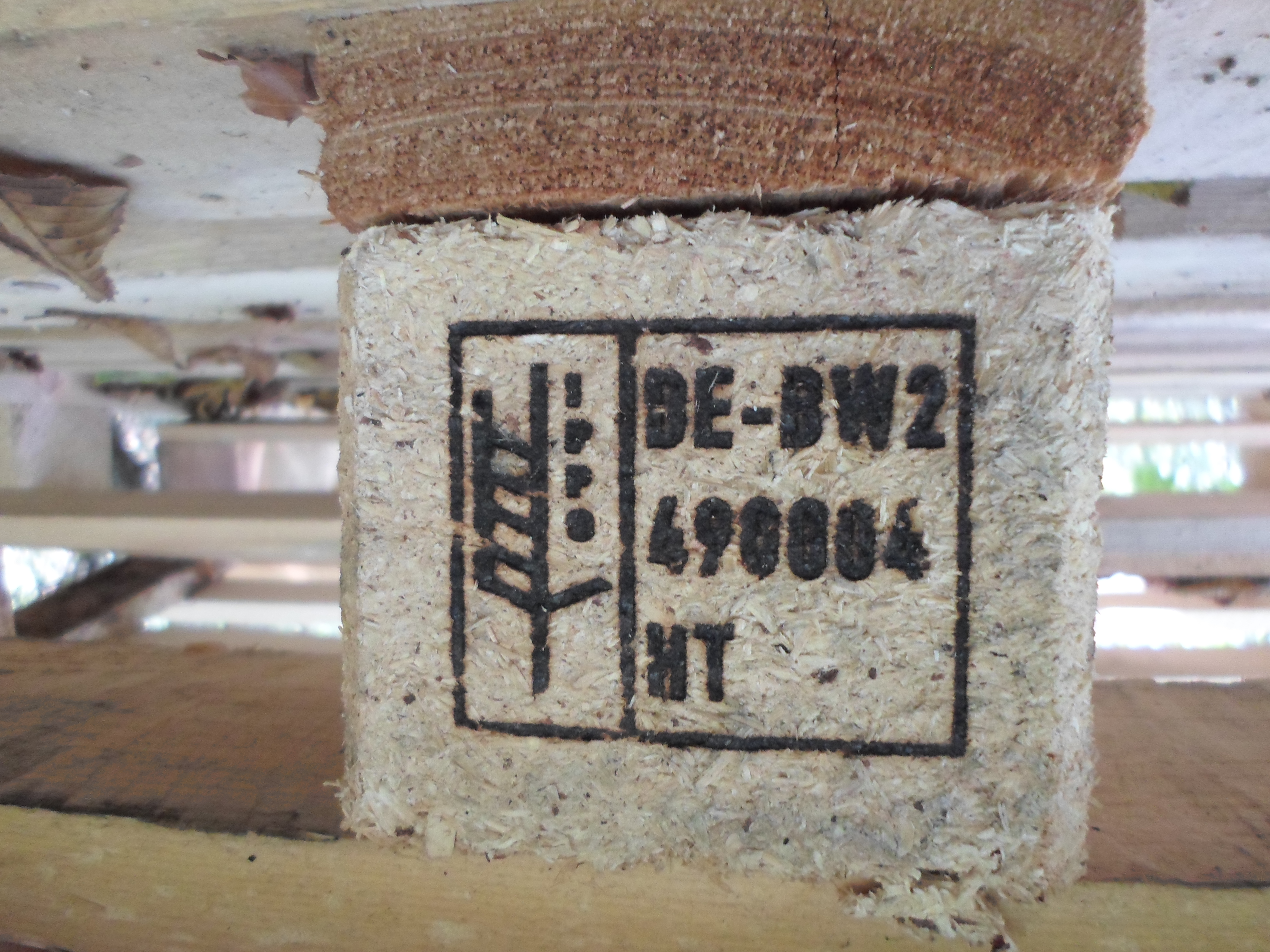
Marquage sur une palette.

En France, la palette est assujettie au décret du 13 juillet 1994 qui précise que les détenteurs de déchets d'emballage doivent assurer leur recyclage. Cependant seuls 10 % des palettes (soit 100 000 tonnes) sont valorisés chaque année.

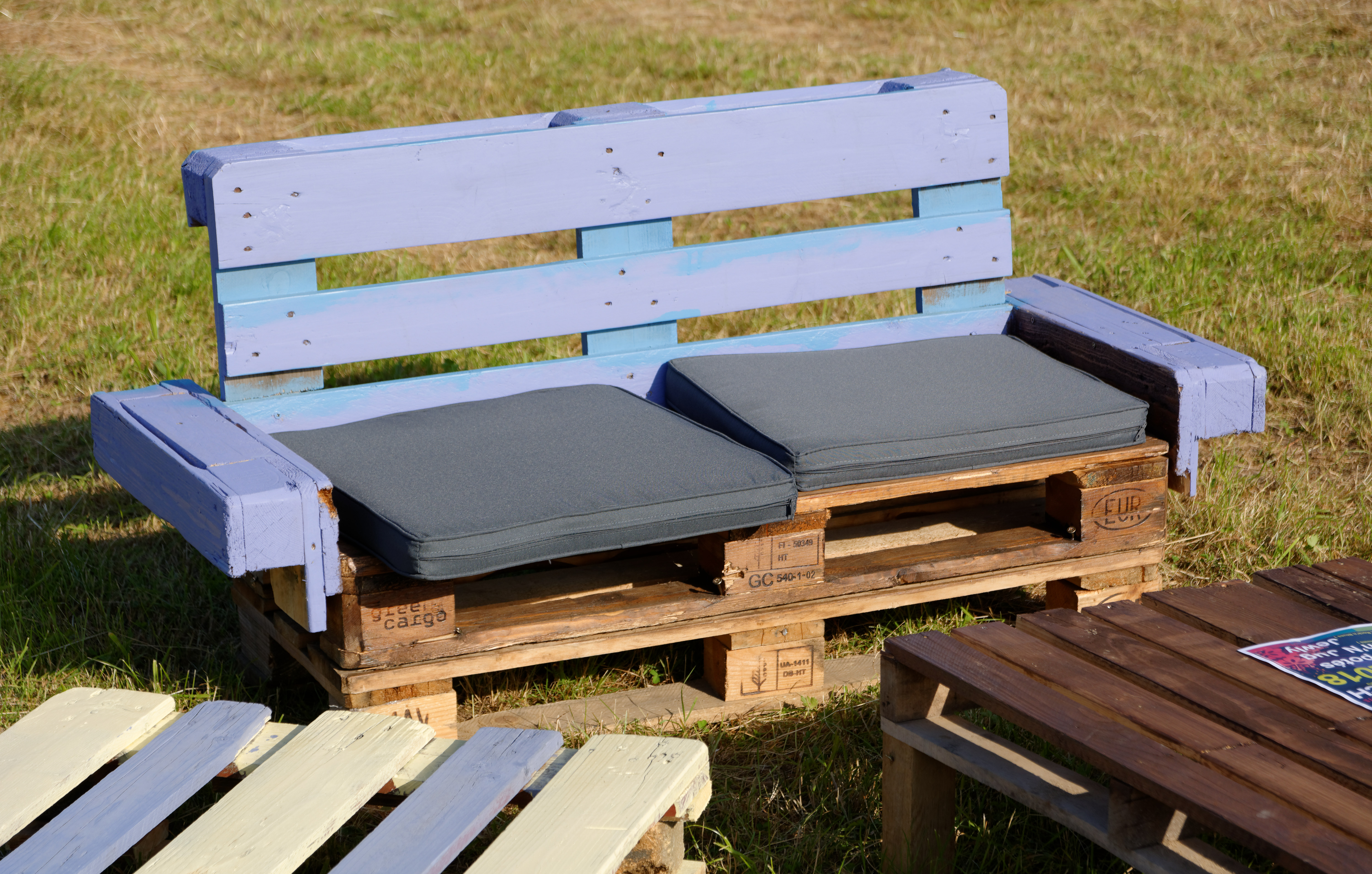
Salon de jardin en palette

Certains particuliers recyclent également parfois des palettes en les démontant, pour construire de petits meubles ou de petites constructions comme un poulailler par exemple. Certains les utilisent comme bois de chauffage mais cela est déconseillé car les palettes sont souvent traitées conformément à des procédés variant selon les pays pour les rendre hydrofuges et imputrescibles et éviter l'importation d'insectes ou de champignons problématiques. Certains de ces traitements pouvant dégager des émanations toxiques au moment de la combustion. Dans les pays respectant la norme NIMP15 (qui inclut des directives de régulation du matériel d’emballage en bois destiné à l’exportation), ces traitements donnent lieu à un marquage (HT pour traitement Haute température, MB pour traitement par fumigation au bromure de méthyle).
Le traitement par fumigation au bromure de méthyle (marquage MB) étant hautement toxique, il est totalement interdit (depuis le 18 mars 2010).
Seul le traitement thermique (marquage HT) reste autorisé dans l'Union européenne.